# 니자미

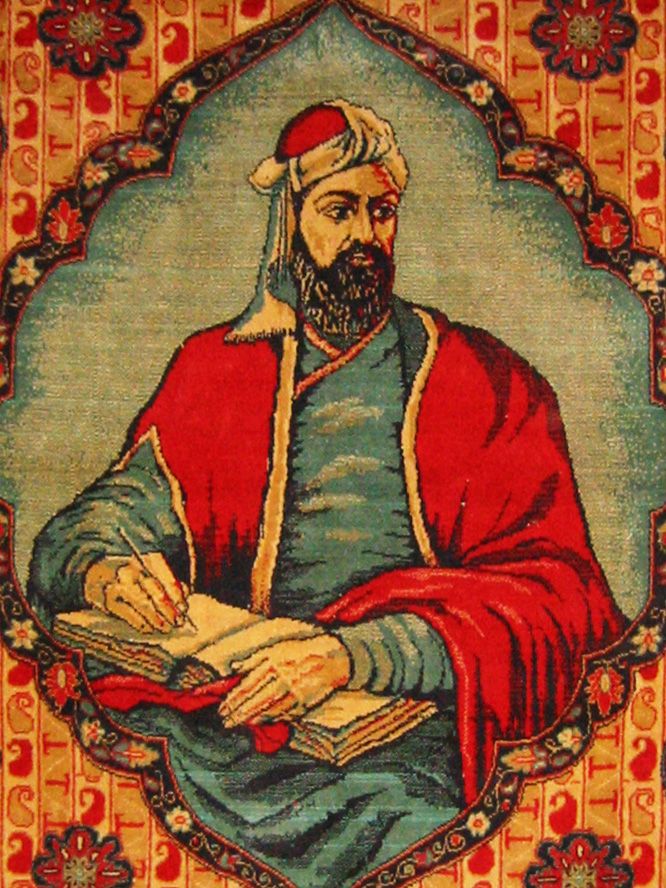
니자미 간자비

니자미 간자비(페르시아어: نظامی گنجوی 니자미 간자비, 아제르바이잔어: Nizami Gəncəvi 니자미 갠재비)는 페르시아의 시인이다(1141년 ~ 1209년). 본명은 잘랄 알딘 아부 무하마드 일랴스 이븐 유수프(페르시아어: الیاس بن یوسف نظامی گنجه‌ای)이다.
니자미 간자비는 페르시아 시인이었고 그의 모든 책은 페르시아어로 되어 있다.
그는 현재 아제르바이잔의 간자 시에서 태어났다. 그의 아버지의 이름은 "요솝"였다. 그의 어머니는 쿠르드족이었다. 그리고 그의 어머니의 이름은 "레이세"였다.

## 생애
1141년(이슬람력 535)에 간자에서 태어났다. 본명은 일야스 이븐 유시프(Ilyas Ibn Yusif)다. 니자미는 아호(雅號)로서, ‘실로 꿰다’라는 의미다. 이는 ‘단어를 조절한다’는 뜻을 갖는다. 부모에 대한 정확한 정보는 없다. 외삼촌 오마르(Omar)가 ‘하제(Haje)’라는 칭호를 가진 것을 보면 외가 쪽은 왕국에서 높은 벼슬을 하던 고귀한 가문 출신이었던 것으로 보인다. 아버지도 중류층에 속했던 것은 아닐까 추측하고 있다. 아마 니자미 간자비는 유복한 가정에서 태어나 좋은 교육을 받았던 것으로 짐작된다.
당시 부유한 가문의 자제들은 바그다드의 명문 니자미예(Nizamiyye)라는 이슬람신학대학교나 혹은 다마스커스, 메카, 카이로 등으로 유학을 가는 것이 보통이었다. 그런데 니자미 간자비는 유학을 간 것 같지는 않다. 아마 간자시에서 교육을 받았던 것이 아닌가 생각한다. 거기서 산수(算數), 대수학, 기하학, 천문학, 화학, 광물학, 의학, 지리학, 역사 등의 학문에 힘썼던 것 같다. 특히 천문학 지식은 ≪레일리와 메즈눈≫, ≪일곱 미인≫ 등 서사시의 별에 대한 묘사에서 볼 수 있듯이 탁월한 수준에 이르렀다. 간자시 도서관에는 이슬람 국가들에서 사용한 학문 서적과 고대 문화 번역물이 보존되어 있었는데 니자미 간자비는 이것을 이용해 학문을 연마했던 것으로 보인다.
그는 페르시아어와 아랍어에 능통했다. 니자미는 모든 작품들을 페르시아어로 지었으므로 혹 이란의 시인으로 잘못 알려지기도 한다. 당시는 일상어는 아제르바이잔어, 즉 투르크어를 사용했지만, 학술과 종교는 아랍어를, 문학은 페르시아어를 사용했다. 특히 페르시아어는 투르크 민족 국가에서는 궁정 언어로 사용하고 있었으므로 당시 왕들은 문인들에게 궁정 문화에 이바지하는 문학 작품은 페르시아어로 제작할 것을 요구하곤 했다.
니자미 간자비는 아랍 문학사와 페르시아 문학사에 대해 정통했고 시 작법 원리에 정통했다. 청년기에 벌써 시적 재능을 보였던 젊은 시인은 작품을 발표해 폭발적인 인기를 얻었다. 그의 문학 작품은 아제르바이잔뿐만 아니라 중앙아시아, 이란 등에서도 널리 알려졌다. 이렇듯 니자비 간자비가 유명해지자 국가에서는 그에게 궁정 문인으로 종사할 것을 요청했다. 하지만 그는 자유로운 삶을 선택하고 궁정 문인으로서 종사하는 일을 사양했다. 이로 인해 위협도 받고 고초도 겪었으나 끝내 궁정 문인으로 나아가지는 않았다.
니자미 간자비의 문학적 역량을 이슬람 세계에 크게 떨친 것은 ‘함사(Khamsa)’라고 일컬어지는 다섯 편의 서사시 모음집이다. 이 다섯 편의 서사시는 모두 ‘마스나비’ 형식으로 되어 있는데, 바로 ≪신비의 보고(寶庫)≫, ≪호스로와 시린≫, ≪레일리와 메즈눈≫, ≪일곱 미인≫, ≪이스칸다르나메≫다.
니자미 간자비가 언제 사망했는지는 알려지지 않다가, 1947년 간자시에 있는 니자미의 묘를 발굴할 때에 비석이 하나 발견되었는데, 그 비석에 니자미의 사망 날짜가 이슬람력으로 새겨져 있었다. 그것이 1209년 3월 12일이다. 현재 니자미 간자비의 묘는 관광지로 유명하다. 그의 작품들은 수많은 외국어로 번역되었으며 그의 희귀한 육필 원고들은 바쿠와 모스크바, 카이로, 뉴델리, 런던, 파리 등 세계 여러 도시들의 명문 도서관이나 박물관들에 보관되어 있다. 1991년에 유네스코(UNESCO)는 니자미 간자비의 850 주년을 기념해 니자미를 “세계 기념 인물”로 선정했다.

## 니자미의 작품
약 3만편 이상의 작품이 전해진다. 그 중 마스나비 시형태의 5부작인 "캄세"(Khamse)가 유명하다.
1188년에 짜여진 작품과 시 등 유명한 시집이 알려져 있다.

## 같이 보기
- 피르다우시
- 하카니
- 페르시아 문학